# Huthur, Kolar
Huthur là một làng thuộc tehsil Kolar, huyện Kolar, bang Karnataka, Ấn Độ.